# Ágios Stéfanos (kommunhuvudort)
Ágios Stéfanos är en kommunhuvudort i Grekland.   Den ligger i prefekturen Nomarchía Anatolikís Attikís och regionen Attika, i den sydöstra delen av landet, 22 km nordost om huvudstaden Aten. Ágios Stéfanos ligger 342 meter över havet och antalet invånare är 9 892.
Terrängen runt Ágios Stéfanos är kuperad åt nordost, men åt sydväst är den platt.Runt Ágios Stéfanos är det tätbefolkat, med 286 invånare per kvadratkilometer. Närmaste större samhälle är Kifisiá, 8,9 km söder om Ágios Stéfanos. Trakten runt Ágios Stéfanos består till största delen av jordbruksmark.